# Христо Коленцев
Христо Коленцев с псевдоним Кокинос (на македонска литературна норма: Христо Коленцев) е гръцки партизанин и деец на Народоосвободителния фронт.

## Биография
Роден е през 1916 година в Лерин. Влиза в комунистическата съпротива в Гърция. Става член на Окръжния комитет на НОФ за Лерин, а по-късно е секретар на Окръжния комитет на КОЕМ за Лерин.